# Янино (Ивановская область)
Янино — деревня в Вичугском районе Ивановской области. Входит в состав Сошниковского сельского поселения.

## География
Деревня находится в северо-восточной части Ивановской области, у юго-восточной границы города Вичуга, административного центра района.

### Часовой пояс
Деревня Янино, как и вся Ивановская область, находится в часовой зоне МСК (московское время). Смещение применяемого времени относительно UTC составляет +3:00.

## История
Впервые отмечена на карте 1840 года. В 1872 году в деревне Юрьевецкого уезда Костромской губернии было учтено 39 дворов и проживало 163 человека.

## Население
| 2010 |
| ---- |
| 138  |

### Национальный состав
Согласно результатам переписи 2002 года, в национальной структуре населения русские составляли 95 % из 155 чел.